# Таратута Віктор Костянтинович
Віктор Костянтинович Таратута (квітень 1881, Єлисаветград , Херсонської губернії, Російська імперія — 13 травня 1926, Москва, СРСР) — російський професійний революціонер, журналіст, радянський державний діяч.

## Життєпис
Член РСДРП(б) від 1898 року, кандидат в члени ЦК РСДРП (1907—1911). Партійний псевдонім — «Віктор».
Закінчив Одеське ремісниче училище.
Учасник Кавказької обласної конференції в Тифлісі в листопаді 1904 року, делегат від Батума.
Делегат 4-го (1906), 5-го (1907) з'їздів партії, на 5-му Лондонському з'їзді за клопотанням Леніна обраний кандидатом у члени ЦК РСДРП і введений до складу Більшовицького центру. Делегат 5-ї (загальноросійської) конференції РСДРП (1908).
Меблевий фабрикант Микола Шміт, який був спонсором більшовиків, помер у Бутирській в'язниці 13 лютого 1907 року і залишив велику спадщину. Спадок залишився сестрам Шміта — Катерині і Єлизаветі. Ленін виділив двох надійних більшовиків, щоб вони домоглися одруження з сестрами Шміт. Одним з них був Віктор Таратута, він одружився з Єлизаветою і здразу ж умовив віддати більшовикам всі свої гроші.
Протягом 1909—1919 років — в еміграції у Франції, з 1917 року член Французької соціалістичної партії.
Від 1919 року в Москві: керуючий справами ВРНГ СРСР, секретар Комінтерну. Потім, у 1921—1924 роках, голова правління тресту «Моссукно». Від 1924 року — голова правління Банку для зовнішньої торгівлі СРСР.
Похований на Новодівичому кладовищі.

## Родина
- Дружина — Єлизавета Павлівна Шміт (1887—1937), членкиня РСДРП від 1905 року, сестра М. П. Шміта.
- Діти: Ніна (1908—1967), Микола (1915—1994), Лідія (1917—1999).